# Timagene
Timagene (in greco antico: Τιμαγένης?, Timaghénēs; Alessandria d'Egitto, I secolo a.C. – Albano, I secolo a.C.) è stato uno scrittore e storico greco antico di origine egiziana, amico di Asinio Pollione.

## Biografia
Fu catturato dai Romani nel 55 a.C. e portato a Roma, dove fu acquistato da Fausto Cornelio Silla. 
Secondo il lessico Sudaː

## Opere
Timagene scrisse l'opera Sui re (Βασιλεῖς), l'unica di cui qualche notizia sia giunta fino a noi. Da essa emerge una posizione ellenocentrica della storia: i greci sono i civilizzatori del mondo allora conosciuto rispetto ai quali tutti gli altri popoli sono debitori.
Anche se scrisse con questa logica, Timagene dovette avere molta influenza sulla cultura storica dell'epoca, poiché sia autori romani come Tito Livio (che polemizzò con lui) sia altri storici come Pompeo Trogo e più tardi Strabone utilizzarono ampiamente le sue opere. Strabone, infatti, lo tiene da conto nel libro IV, come l’autore più recente che abbia scritto sulla Gallia, così come, secondo Jacoby, probabilmente Livio gli doveva anche molto per la descrizione della Gallia e della Germania nel libri CIII-CIV della sua opera e Ammiano Marcellino lo usa ancora quasi certamente per la Gallia. Secondo lo studioso tedesco Gutschmidt, l’opera di Pompeo Trogo non è altro che "un adattamento latino" di Timagene, come mostrerebbe la presenza, in entrambi, di excursus geografico-etnografici e l'interesse per strani prodotti naturaliː tuttavia, questa vecchia ipotesi è oggi rifiutata.